# Hugo Enrique Acosta Téllez
Hugo Enrique Acosta Téllez (Bogotá, 16 de febrero de 1959) es un militar colombiano, quien fue Jefe del Estado Mayor de ese país.

## Biografía
Nació en Bogotá en febrero de 1959. Ingresó a la Escuela de Formación de Oficiales, la Escuela Militar de Aviación Marco Fidel Suárez, el 1 de diciembre de 1979, donde alcanzó el grado de Subteniente al año siguiente.
En 1980 fue designado a servir en el Comando Aéreo de Transporte Militar, en Bogotá, donde trabajó como Jefe de la Sección de Seguridad Operacional. En 1982 fue ascendido al rango de Teniente y fue llamado a servir en el Comando Aéreo de Combate Número 1, para después pasar al Comando Aéreo de Combate Número 21.
Tras ser ascendido al rango de Capitán en 1986, fue nombrado Comandante Escuadrón Combate y Jefe de Inspección Técnica en el Comando Aéreo de Combate n.º 5. En 1987 fue Comandante del Escuadrón de Combate 112 del mismo sitio y en 1988 pasó a ser Jefe de la Sección de Planes y Programas, para después ser designado como Rector del Instituto Militar Fabio Angulo Piedrahíta.
Fue ascendido al rango de Mayor en 1991, y al de Teniente Coronel en 1996, año en el cual trabajó como Jefe de Mercadeo de la Aerolínea Estatal Servicio Aéreo a Territorios Nacionales. Continuó su carrera ascendido al rango de Coronel en 2001, al de General de Brigada en 2006 y al de Mayor General en 2010.
En agosto de 2013 fue designado por el presidente Juan Manuel Santos como el Jefe del Estado Mayor Conjunto de las Fuerzas Militares, siendo ascendido al rango de General en noviembre del mismo año. Sin embargo, su estadía en el puesto fue efímera debido a un escándalo de corrupción en el Ejército Nacional, que lo obligó a renunciar en febrero de 2014 y a pedir su retiro por antigüedad.